# سیگما شکارچی
سیگما شکارچی یک ستاره است که در صورت فلکی شکارچی قرار دارد.